# Joachim Ernst von Krockow
Joachim Ernst von Krockow (* 1601; † 1645 in Danzig) war ein Hofbeamter und Offizier.

## Leben
Krockow ist der Sohn von Georg von Krockow und dessen Ehefrau Idda von Vieregg.
Schulbildung hat Krockow nur in Maßen genossen, da er sich schon sehr früh der Armee anschloss. 1630, mit 29 Jahren, war er bereits Obristleutnant. Als solcher musste er die Schanze Greifenhagen an die kaiserlichen Truppen übergeben. Kurz darauf übernahm er ein Kommando unter König Gustav Adolf und wurde von diesem nach der Eroberung von Windsheim am 1. November 1631 zum Obristen befördert.
In dieser Zeit heiratete Joachim Ernst von Krockow eine Emerentia. Der nach derzeitigem Stand der Forschung unbekannte Familienname lässt vermuten, dass es sich um eine nicht standesgemäße (bürgerliche?) Frau handeln könnte.
1633 war Krockow am 1. Oktober bei Thurns Niederlage bei Steinau ebenso dabei wie am 22. Dezember beim Sieg über Graf Hans Christoph III. von Puchheim.
1635 war Krockow als Kommandant von Magdeburg und Halle tätig. Im selben Jahr, während einer Dienstreise nach Köthen im Juni (oder September), nahm ihn Fürst Ludwig I. von Anhalt-Köthen in die Fruchtbringende Gesellschaft auf. Er verlieh diesem den Gesellschaftsnamen der Wichtige und als Motto in seiner Länge. Als Emblem wurde ihm ein langer Kürbis (Curcubita pepo L. oder eine Varietät) zugedacht. Im Köthener Gesellschaftsbuch findet sich Krockows Eintrag unter der Nr. 257. Dort ist auch das Reimgesetz vermerkt, mit welchem er sich für die Aufnahme bedankt:
Die Grünen Flaschen kürbs seind wichtig in der länge
Mit ihren blettern auch bedecken manche gänge
Darahn gezogen nauff: Der Wichtig' ich genant
Jn der Geselschafft bin: Vnd Jederman bekant
Soll sein die wichtigkeit worzu der Mensch geboren,
Daß ihme Gottes geist die Seele drümb erkoren,
Damit er wichtig sei vnd tüchtig Zu der frucht
Die in deß himmels Sahl ihm Gott hat außgesucht.
Noch im gleichen Jahr, beim Prager Frieden, verbündete sich Krockow mit Axel Oxenstierna. Doch nach der Schlacht bei Wittstock am 25. September 1636 geriet Krockow mit Johan Banér in Streit und er verließ die schwedische Armee.
1641 unterstützte Krockow tatkräftig die Bildung einer kaiserlich-kursächsischen Armee unter dem Befehl Hans Georg von Arnim bzw. Herzog Franz Albert von Sachsen-Lauenburg. Aber erst zwei Jahre später wurde Krockow offiziell wieder in Dienst gestellt: als Generalwachtmeister.
Als solcher sollte er 1642 mittels einer Kriegslist den Heerführer Lennart Torstensson und seine Truppen aus dem Königreich locken. Der Plan misslang, da Krockow seinem Gegenspieler zusammen mit Graf Hans Christoph von Königsmarck nicht gewachsen war. Krockow fiel dadurch in Ungnade und nahm seinen Abschied.
Das Interessante daran ist vielleicht, dass später Krockow gleich Oxenstierna, Baner und Königsmarck Mitglieder der Fruchtbringenden Gesellschaft waren.
Im Alter von 44 Jahren starb Joachim Ernst von Krockow 1645 in Danzig.